# 天王洲島

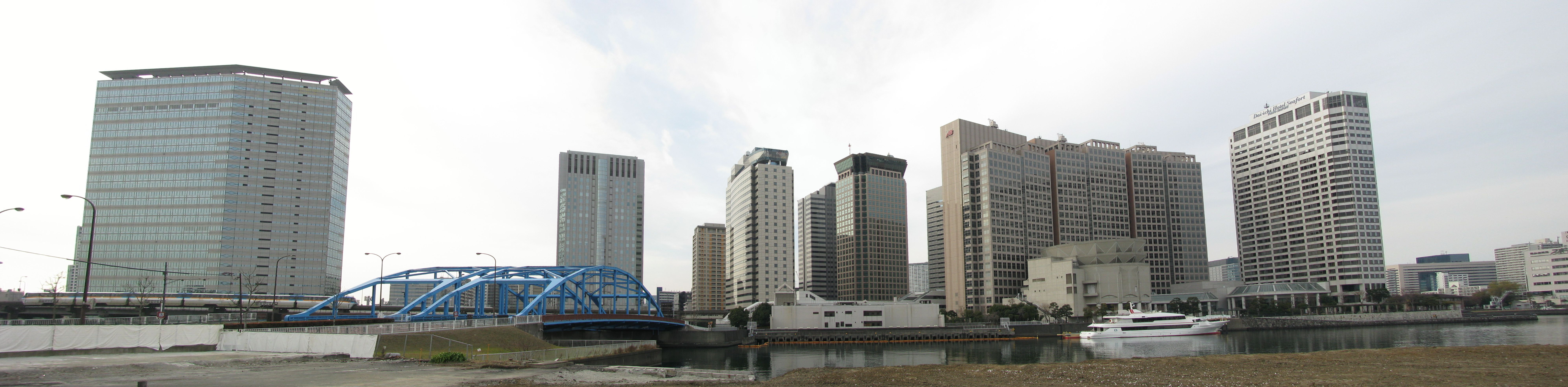
品川埠頭遠眺天王洲島

天王洲島（日语：／）是東京都品川區東品川的臨海再開發街區。

## 概要
利用本地的天王洲島站搭乘東京單軌電車可達羽田機場、濱松町，搭乘東京臨海高速鐵道臨海線與埼京線相互直通運轉可直達澀谷、新宿、大宮。此外，搭乘都營巴士可至東海道新幹線停靠的品川站。2015年的就業人口約有12,000人。
1990年代前半、泡沫經濟末期以來，面積達22公頃的天王洲島是民間最大規模的都市開發案。此地餐廳、劇場、旅館聚集，自1990年代以來就是電視劇與廣告的熱門拍攝景點。在台場興起前曾是熱門約會地，隨著近年辦公大樓與高層公寓不斷增加，可見許多上班族與周邊公寓住戶在此活動。
海堡廣場（シーフォートスクエア）北半部的海堡塔（シーフォートタワー）附近有江戶時代末期為了防衛所建造的第四台場遺跡。

## 地名由來
天王洲是海中砂石堆積而成的沙洲。1751年（寶曆元年），船民在這一帶海域看到牛頭天王的臉從海中浮起，因而稱為天王洲。

## 歷史
- 1751年（寶曆元年）：船民見到牛頭天王的臉從海中浮起，因而稱為「天王洲」。
- 1853年（嘉永6年）：因黑船來航感到威脅的江戶幕府決定建造台場。天王洲成為第四台場預定地，但因資金不足未完成[5][6]。未完成的第四台場又稱「崩れ台場」[7]。
- 1873年（大正元年）：第四台場由緒明（おあき）菊次郎買下[8]建造造船所[9]。此時又稱「緒明台場」[7]。
- 1925年（大正14年）：開始填埋造陸[9]，1939年（昭和14年）完成[8]。第四台場與品川接續[9]，填埋地開始作為工廠與倉庫用地[10]。
- 1986年10月：擬定東品川二丁目（天王洲島）開發計畫。此時是雜亂的倉庫區。
- 1992年6月：伴隨三菱商事、第一酒店（現阪急阪神酒店（日语：阪急阪神ホテルズ））、宇部興產再開發事業「海堡廣場」開幕，東京單軌電車天王洲島站開業。1990年代起辦公大樓、公寓陸續完工。
- 2001年3月：東京臨海高速鐵道臨海線天王洲島站開業。2002年12月起，臨海線與埼京線直通運轉，可直通澀谷、新宿、池袋，交通便利性、知名度扶搖直上。
- 2006年2月：作為東京都「運河文藝復興構想」第1號店，寺田倉庫（日语：寺田倉庫）水上酒吧waterline（日语：waterline）（ウォーターライン）開幕。
- 2012年3月：東橫INN品川站港南口天王洲開幕[11][12]。

## 天王洲島內的高樓

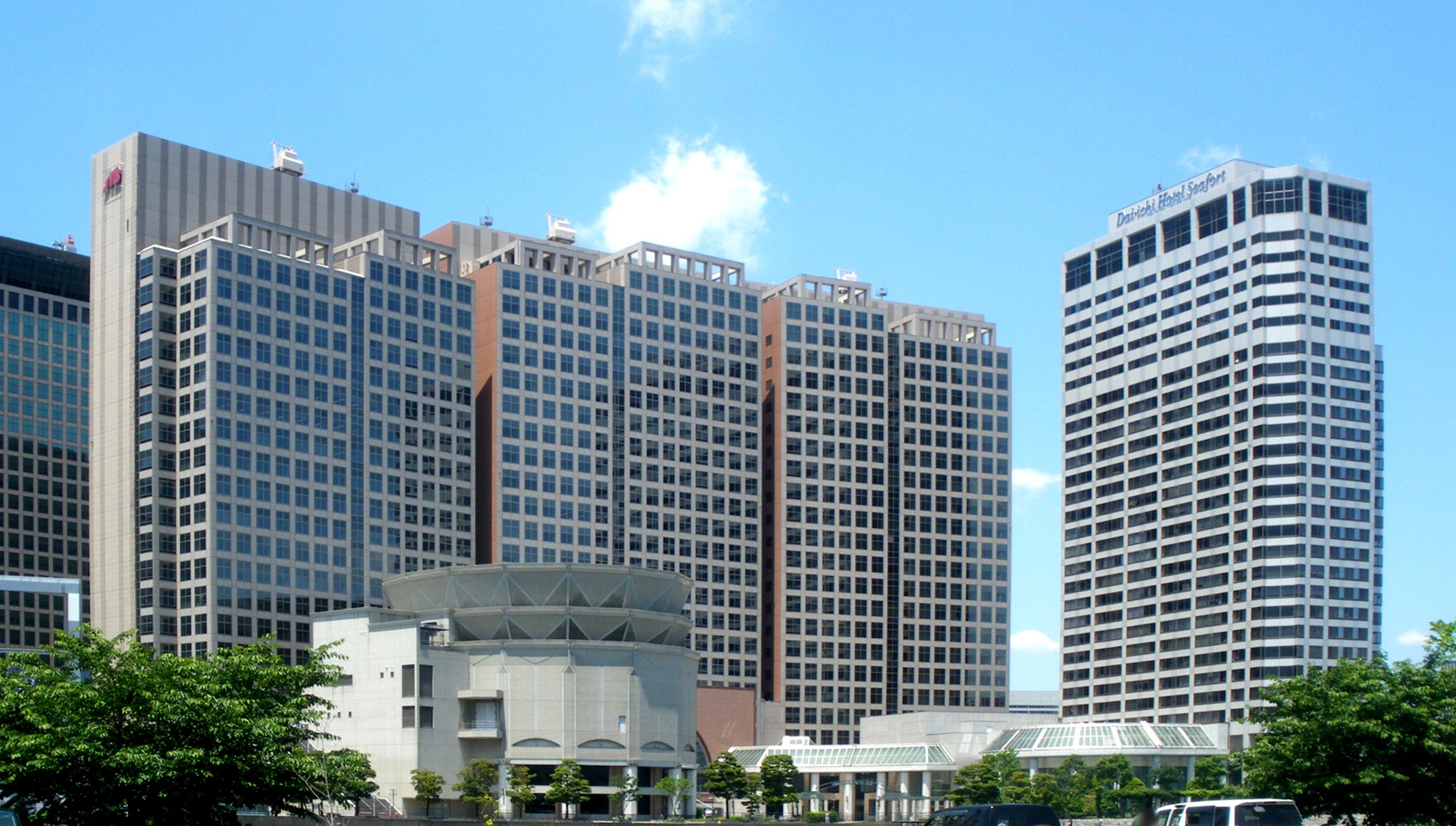
海堡廣場
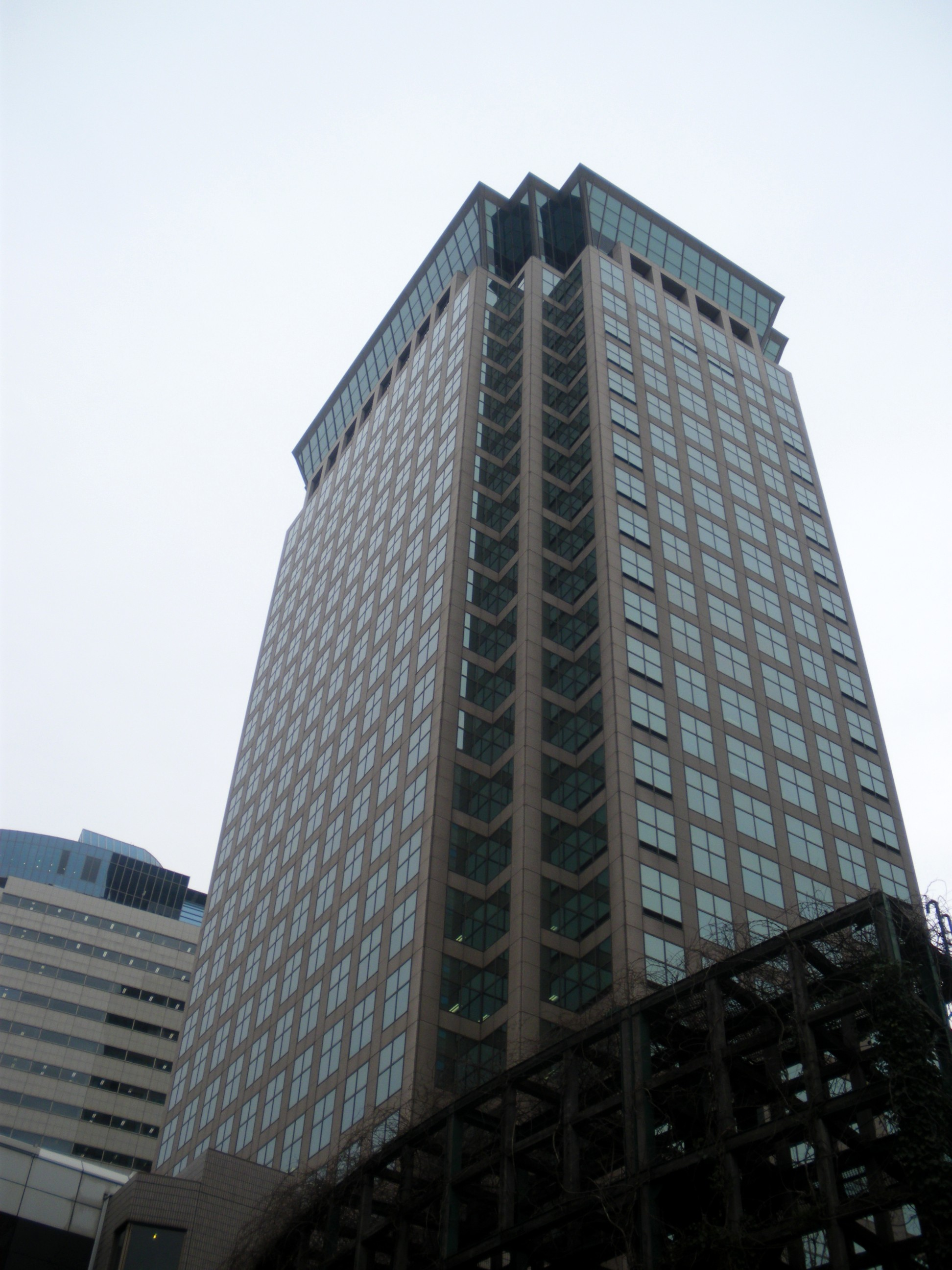
Sphere Tower天王洲（日语：スフィアタワー天王洲）
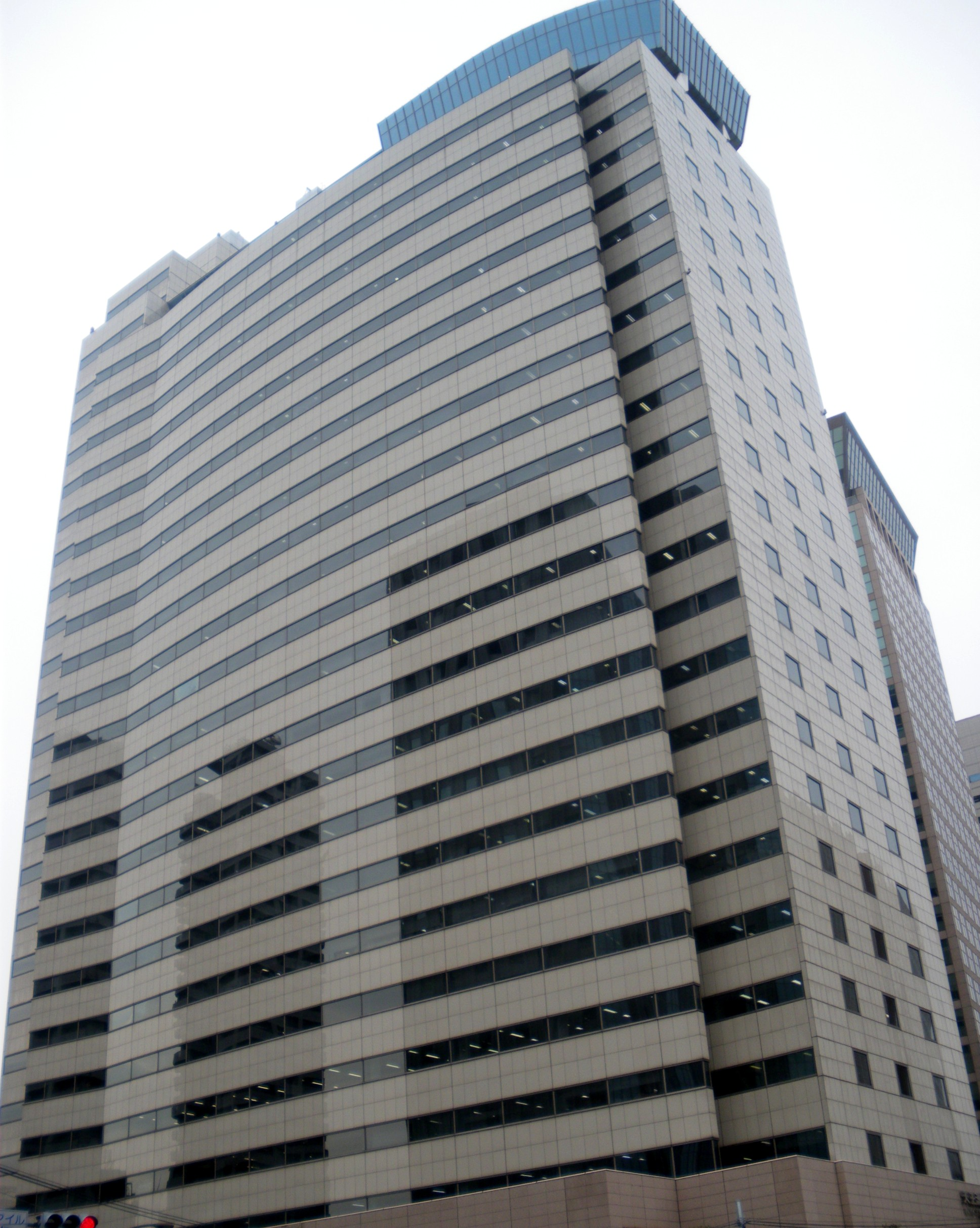
天王洲郵船大廈（日语：天王洲郵船ビル）
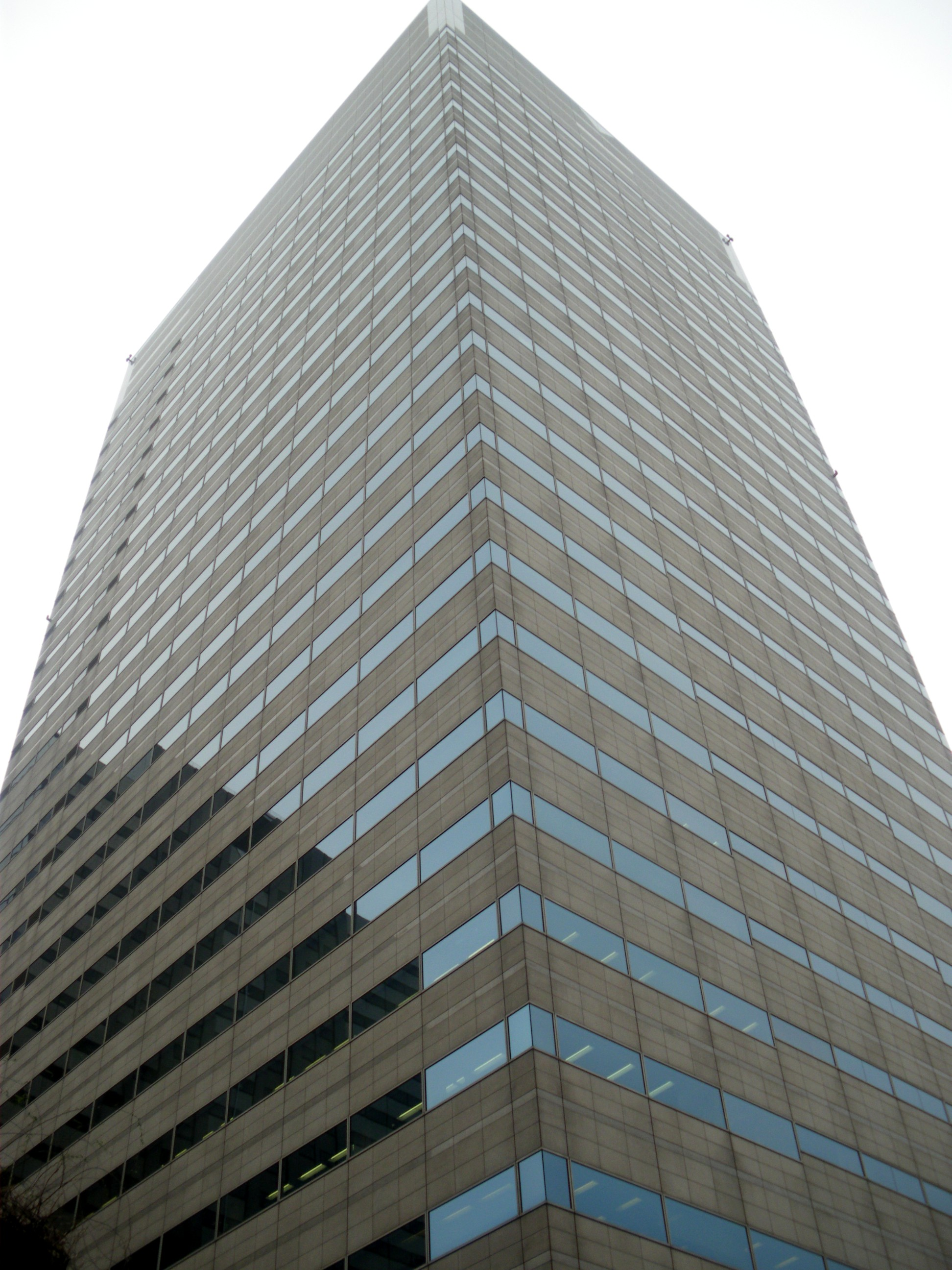
天王洲First Tower（日语：天王洲ファーストタワー）
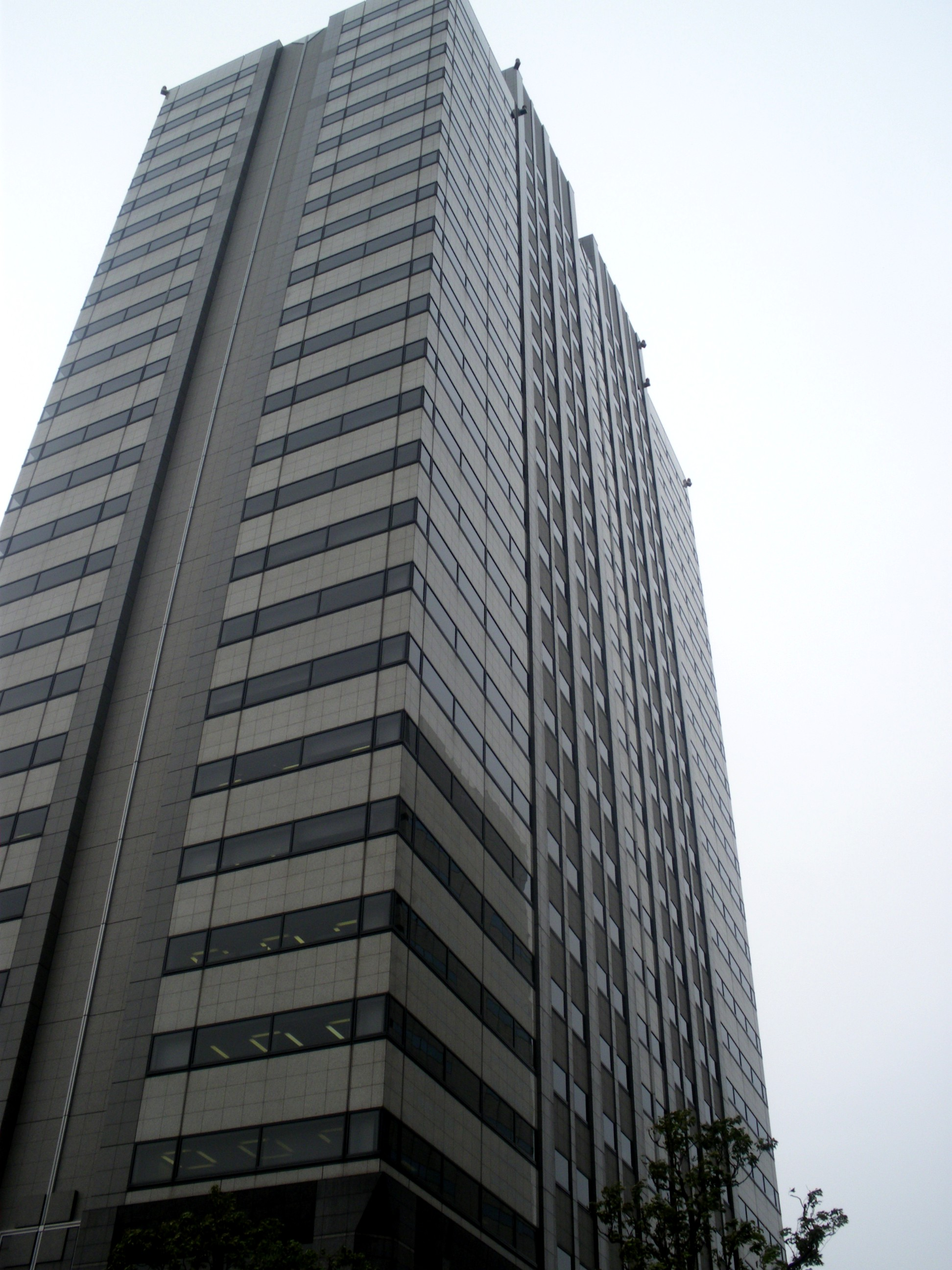
天王洲Central Tower（日语：天王洲セントラルタワー）
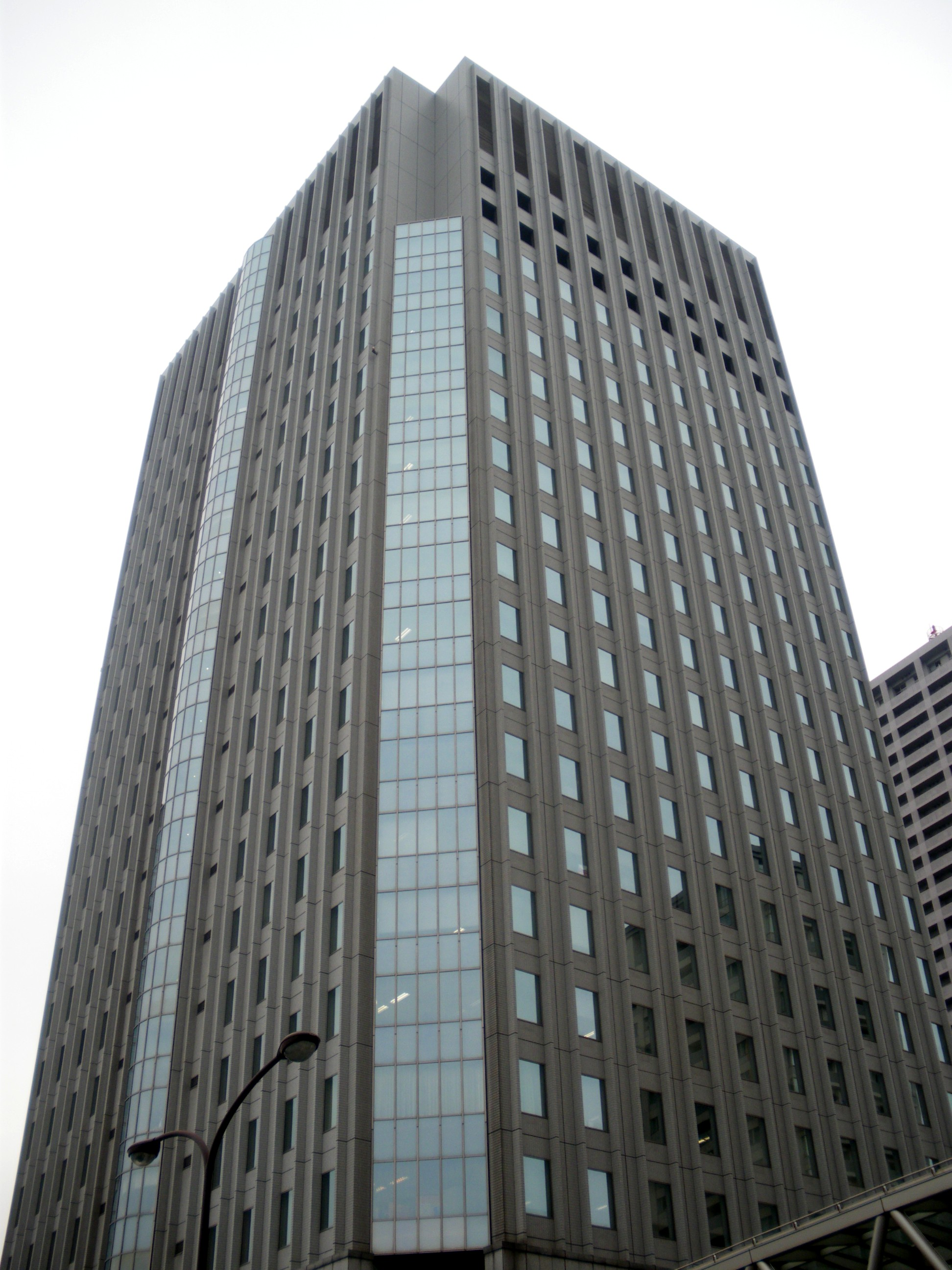
天王洲Parkside大廈（日语：天王洲パークサイドビル）
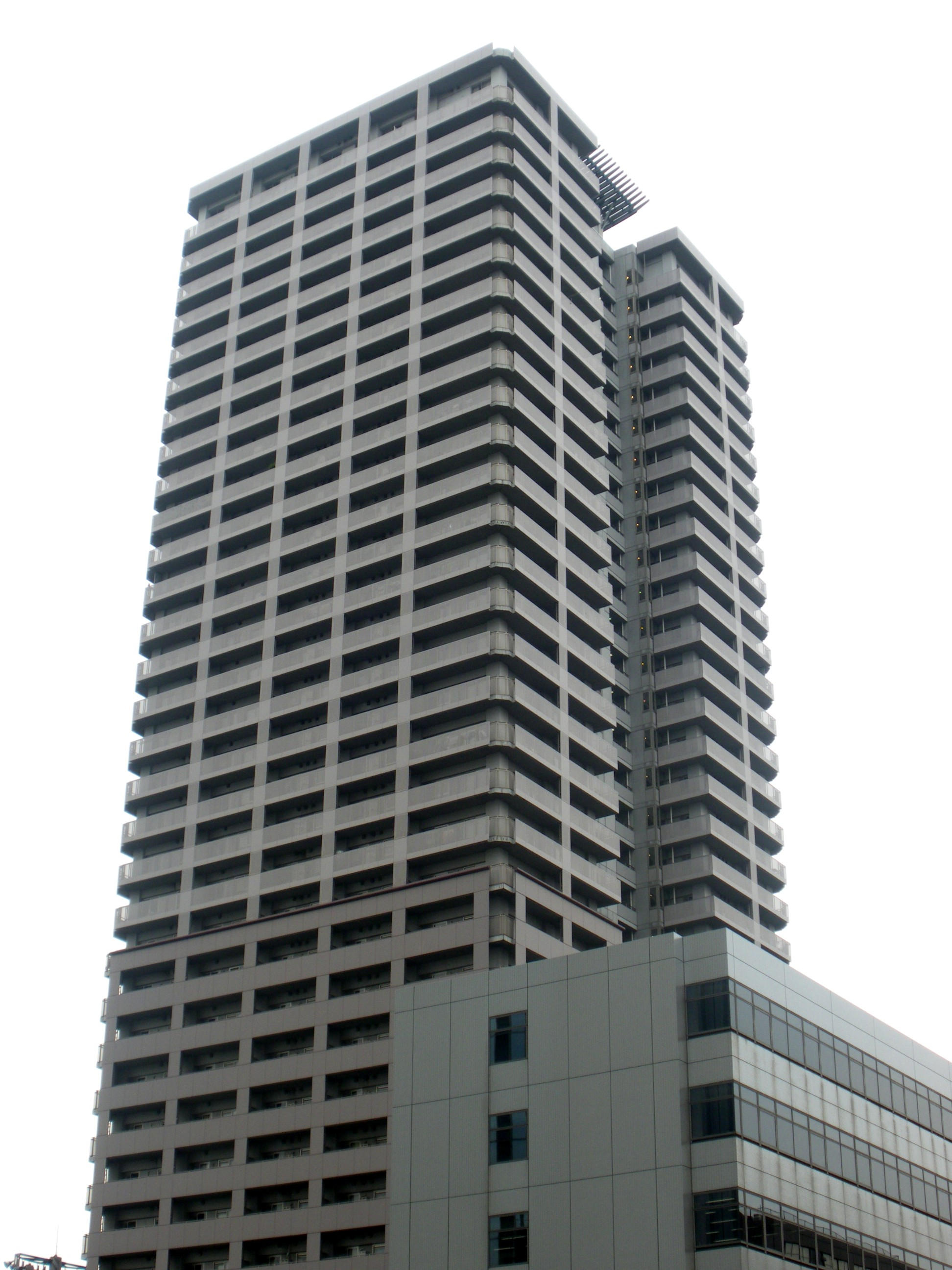
天王洲VIEW TOWER（日语：天王洲ビュータワー）
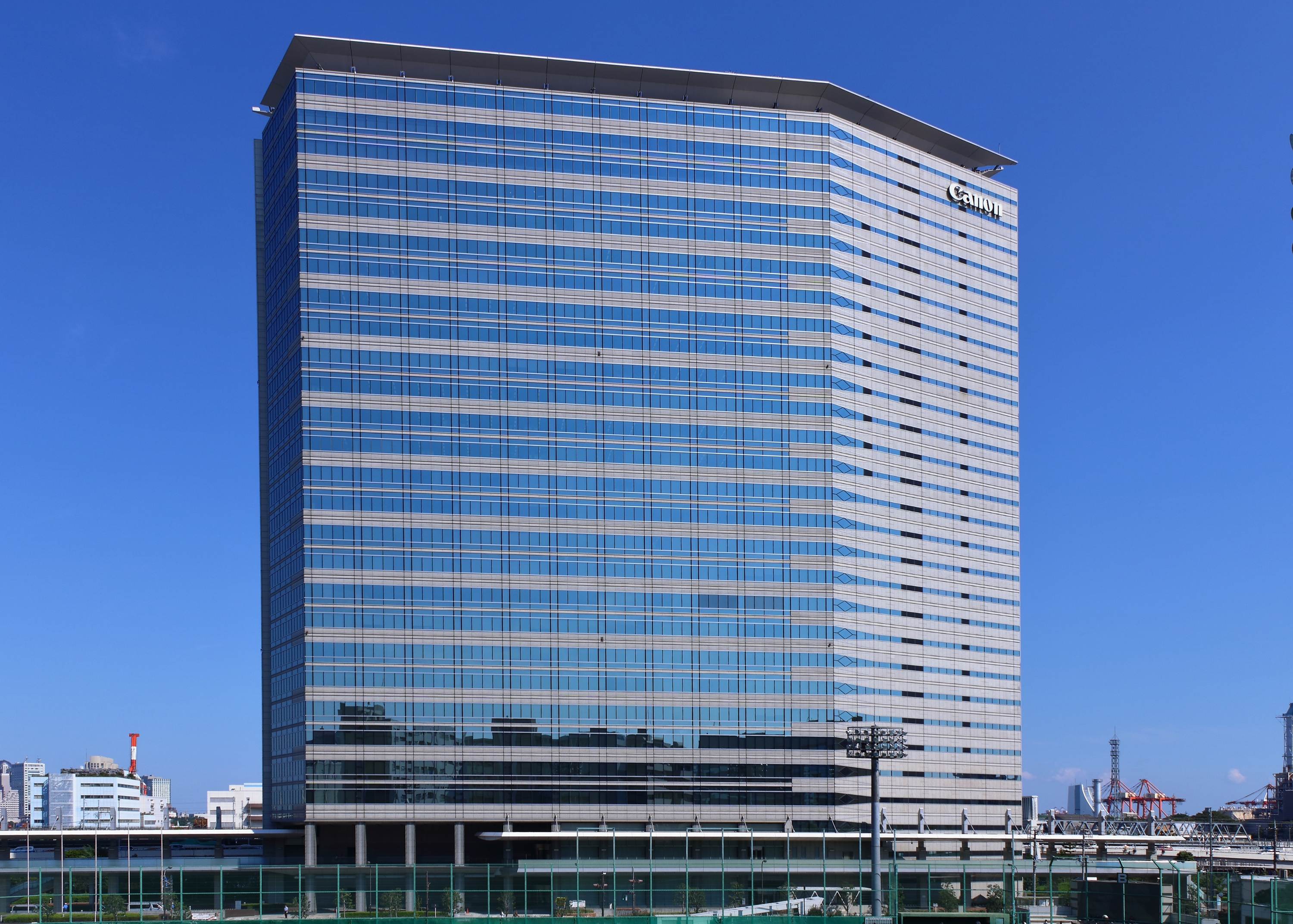
野村不動產天王洲大廈
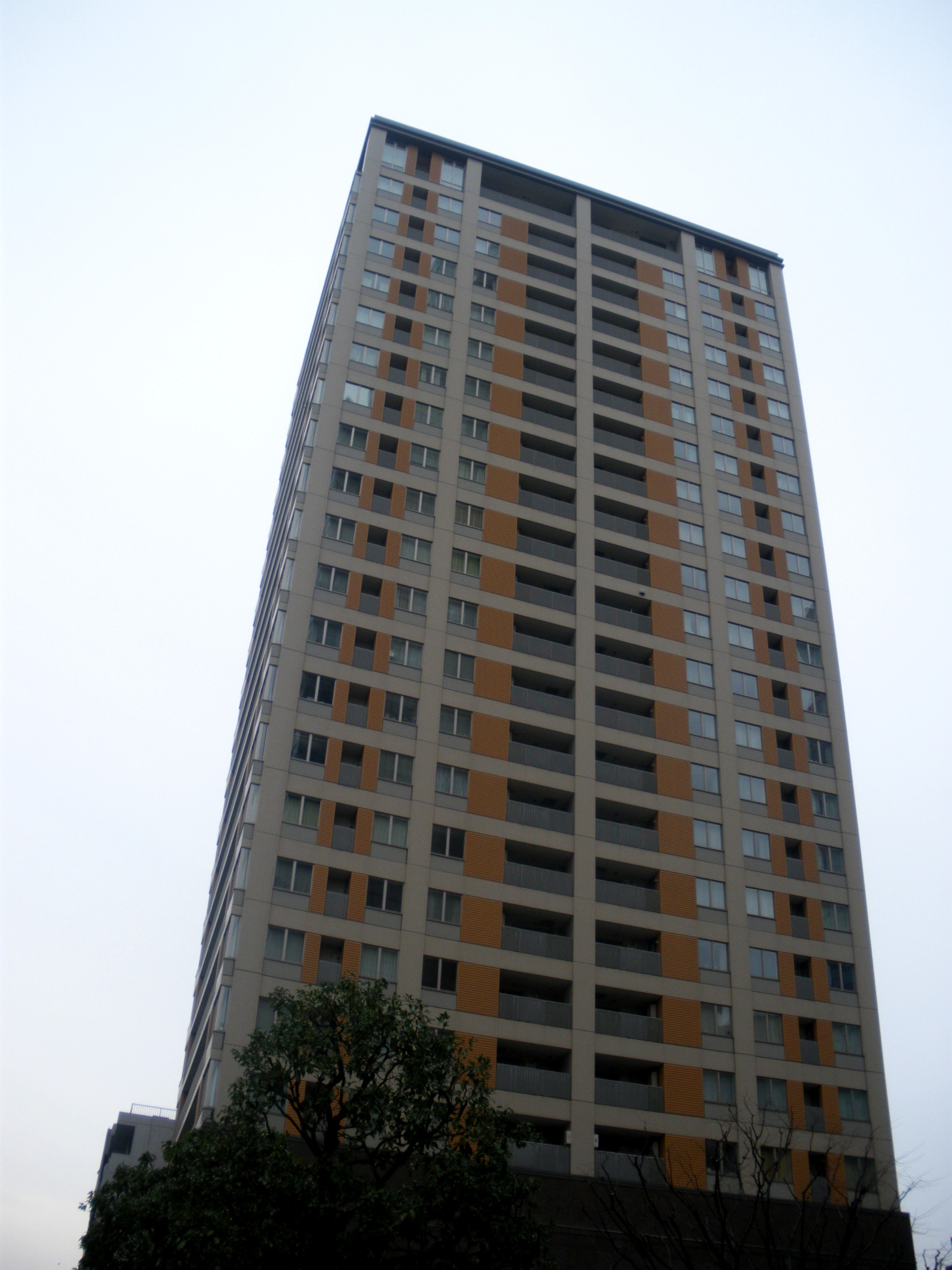
Sunwood品川天王洲Tower（日语：サンウッド品川天王洲タワー）

## 本社、本部企業

### 日本企業本社
- 梓設計（日语：梓設計）
- amana（日语：アマナ (企業)）
- Canon MJ IT Group Holdings（日语：キヤノンMJアイティグループホールディングス）
- JTB
- 寺田倉庫（日语：寺田倉庫）
- 日本輕金屬控股（日语：日本軽金属ホールディングス）
- 日本航空
- 住友電木（日语：住友ベークライト）
- 世嘉控股
- Bit-isle（日语：ビットアイル）

### 外資企業日本本部
- 施華蔻漢高（日语：シュワルツコフヘンケル）
- 日本中磊電子
- 視康
- 耐吉
- DHL

## 備註
1. ↑  「お台場と渋谷、新宿、池袋を直通！ （页面存档备份，存于）」東京臨海高速鉄道株式会社、2013年2月2日閲覧
2. ↑  「品96乙 （页面存档备份，存于）」東京都交通局、2013年2月2日閲覧
3. 1 2  品川区 2005，第7頁.
4. ↑  「三大祭り （页面存档备份，存于）」荏原神社、2013年2月2日閲覧
5. ↑  大野 2011，第37–38頁.
6. ↑  品川区 & 2012-08-07.
7. 1 2  「第四台場石垣跡（通称：崩れ台場）[永久] - しながわ観光百科」しながわ観光協会、2013年2月2日閲覧
8. 1 2  大野 2011，第38頁.
9. 1 2 3  品川区 & 2012-08-02.
10. ↑  品川区 2005，第17頁.
11. ↑  「天王洲の歴史 （页面存档备份，存于）」＠TENNOZ、2013年2月2日閲覧
12. ↑  「東横INNメールマガジン　【31号】 （页面存档备份，存于）」、2013年2月2日閲覧

## 外部連結
- 天王洲島（页面存档备份，存于）

35°37′23.5″N 139°45′1.7″E / 35.623194°N 139.750472°E